# Австралийский математический конкурс
Австралийский математический конкурс — математический конкурс, проводимый Австралийским математическим фондом для учащихся с 3 по 12 класс в Австралии и соответственных классов в других странах.
С момента основания в 1976 году на Австралийской столичной территории число участников увеличилось примерно до 600 000, при этом около 100 000 за пределами Австралии.
Это сделало его крупнейшим в мире математическим соревнованием.

## История

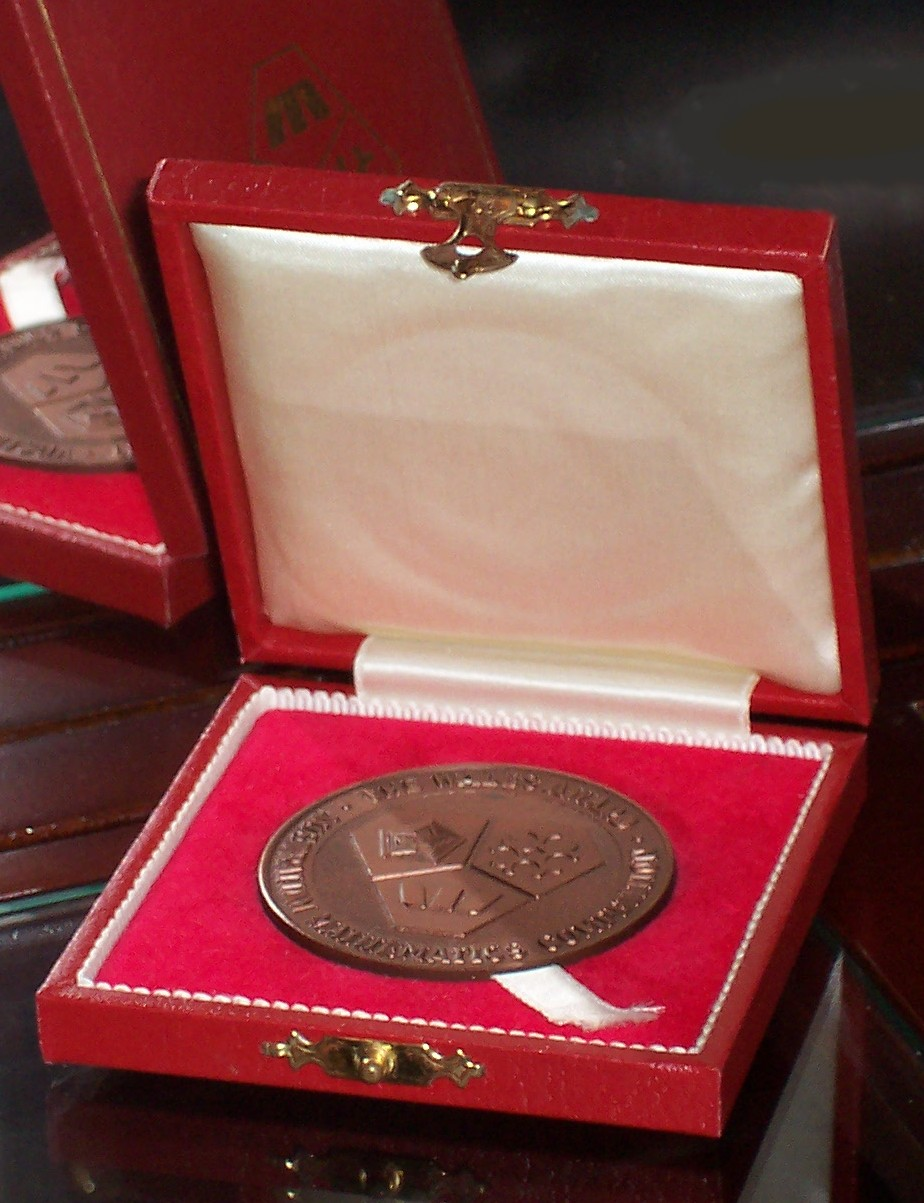
Премия Уэльса за 1978 год

Предшественник конкурса, впервые проведенный в 1976 году, был организован для учащихся Австралийской столичной территории и собрал 1200 заявок.
В 1976 и 1977 годах победители были награждены медалью Берроуза. В 1978 году конкурс стал общенациональным мероприятием и стал известен как Австралийский математический конкурс на соискание премии Уэльса, в котором приняли участие 60 000 учеников из Австралии и Новой Зеландии.
В 1983 году медали были переименованы в премию Уестпак по имени главного спонсора Westpac.
Другими спонсорами с момента основания конкурса были Канберрская математическая ассоциация и Университет Канберры (ранее известный как Канберрский колледж дополнительного образования).
С тех пор конкурс распространился в Новую Зеландию, Сингапур, Фиджи, Тонга, Китай и Малайзию, каждая из которых подает тысячи заявок.
Французский перевод заданий стал доступен с момента учреждения конкурса в 1978 году;
китайский перевод доступен с 2000 года.
Также есть версии с крупным шрифтом и шрифтом Брайля.
В 2004 году конкурс был расширен, и в нём приняли участие ещё две возрастные группы: одна студенты пятого и шестого курсов, а другая  студенты третьего и четвертого курсов.
В 2005 году в конкурсе приняли участие учащиеся из 38 разных стран.

## Формат
Конкурсная работа состоит из двадцати пяти вопросов с множественным выбором и пяти задач, которые расположены в порядке возрастания сложности.
Учащиеся записывают свои личные данные и помечают свои ответы карандашом на листе ответов с копировальными пометками, который помечается компьютером в офисах Australian Maths Trust.
С 2016 года школам стал доступен онлайн-вариант. Онлайн-конкурс имеет то же содержание, что и бумажный, и результаты обоих вариантов оцениваются вместе, причем варианты перемешиваются между компьютерами (чтобы предотвратить попытки мошенничества). Работа выполняется в браузере с одноразовым pin-кодом с помощью focus monitors (доступного AMT и руководителям).
Всего существует пять отделений: старшие (для 11 и 12 классов), средние (для 9 и 10 классов), младшие (для 7 и 8 классов), старшие классы начальной школы (для 5 и 6 классов) и средние классы начальной школы (для 3 и 4 классов).
Студентам предоставляется 75 минут (60 минут для двух основных работ).
Абитуриентам среднего звена не разрешены калькуляторы, но разрешены геометрические пособия, такие как линейки, циркули, транспортиры и бумага для работы.
Абитуриенты начального уровня могут пользоваться калькуляторами и любыми вспомогательными средствами, которые обычно имеются в классе.
Первоначальная система начисления баллов, действовавшая с момента создания до 2001 года, состояла из трёх групп по десять вопросов.
Первые десять вопросов стоили по три балла каждый, следующие десять — по четыре балла каждый, а последние десять — по пять баллов каждый.
У студентов вычиталась четверть баллов за данный вопрос, если они отвечали неправильно, так что студент, случайным образом угадывающий ответы, не получал численного преимущества (в среднем по статистике).
Учащиеся начинали с 30 баллов, так что студент, ответивший на все вопросы неправильно, получал нулевой общий балл, в то время как тот, кто ответил на все вопросы правильно, получал 150 баллов.
В 2002 году формат был изменен таким образом, что за неправильные ответы на первые двадцать вопросов штрафы не налагались, а за каждый из последних десяти вопросов правильный ответ давал восемь баллов, отсутствие ответа давало три балла, а за неправильный ответ оценки не выставлялись; общий балл остался прежним в 150.
В 2005 году формат был изменен еще раз.
На этот раз первые десять вопросов по-прежнему стоят по три балла каждый, а следующие десять по-прежнему стоят по четыре балла каждый, однако последние десять теперь снова стоят по 5 баллов каждый.
Чтобы затруднить угадывание самых сложных вопросов, на последние 5 вопросов требовались целочисленные ответы в диапазоне от 0 до 999 включительно. Таким образом, общее количество возможных баллов было снижено до 120.

С тех пор было ещё одно изменение.
Первые 25 вопросов остались с тем же распределением баллов, однако последние 5 вопросов были изменены.
Хотя по-прежнему требуются целочисленные ответы от 0 до 999, распределение баллов было изменено на 6 баллов за Q26, 7 баллов за Q27, 8 баллов за Q28, 9 баллов за Q29 и 10 баллов за Q30, в результате чего общее количество баллов достигло 135.
Конкурс проводится под наблюдением сотрудников отдельных учебных заведений, и Австралийский фонд математики оставляет за собой право провести повторный экзамен, чтобы сохранить целостность конкурса, если он считает, что учащиеся не выполнили работу в достаточно жёстких условиях.

## Учебный план
Официальной заявленной учебной программы, определяющей объем задач, стоящих перед студентами, не существует.
Однако все задачи могут быть решены без использования математического анализа.

## Система награждений
Несмотря на название конкурса, студентам присуждаются награды за их успеваемость по сравнению с другими студентами в их регионе на уровне того же года.
Для австралийских студентов это означает их штат или территорию, а для других студентов — их страну.
Хотя персональные данные, такие как дата рождения и пол, собираются, они не используются.
Схема награждения такова
- Призеры — студенты, набравшие более 99,7 процентиля
- Отличники — учащиеся в диапазоне от 97 до 99,7 процентиля (от 95 до 99,7 процентиля для старших классов)
- Отличники — учащиеся между 80 и 97 процентилями (между 75 и 95 процентилями для старших классов)
- Зачет — учащиеся в диапазоне от 45 до 80 процентилей (от 40 до 75 процентилей для старших классов)
- Похвальный отзыв — учащиеся ниже 45 процентиля, имеющие удовлетворительный балл (не менее 32, но иногда может быть и ниже)
- Участие — Учащиеся, которые не получили более высокую оценку

Студенты, занявшие призовые места, также могут получить медаль, если они будут уверены, что показали выдающиеся результаты по отношению к своему региону и соревнованию в целом.
Все студенты получают сертификат, а призеры награждаются дополнительной денежной суммой или ваучером.
Учащиеся, набравшие максимальный балл, получают сертификат BH Neumann. С 2008 года эта награда была переименована в Сертификат Питера О'Халлорана в честь исполнительного директора фонда.
В 1998 году рекордные 10 студентов в Австралии и 23 в Сингапуре набрали максимально достижимый балл.
Для определения сингапурских медалистов была проведена повторная экспертиза.
Все студенты получают аналитический лист вместе со своим сертификатом, в котором записаны их ответы на каждый вопрос, а также правильные ответы.
Вопросы разделены на четыре категории: арифметика, алгебра, геометрия и решение задач, и указано количество вопросов, на которые ученик правильно ответил для каждой категории, а также среднее значение по региону.
Каждая школа получает полную запись ответов, данных всеми учащимися, а также процент учащихся, выбравших любой данный ответ на данный вопрос, и сравнение с процентом учащихся, выбравших любой данный ответ на данный вопрос во всем регионе.
Школы также получают оценку своих учащихся по математическим темам в сравнении со всем регионом.

## Успешные студенты
По крайней мере три студента завоевали медали во всех шести случаях, когда у них была возможность принять участие:
- Джеффри Чу, Шотландский колледж, Мельбурн, Виктория (1995-2000)
- Питер Макнамара, школа Хейла, Западная Австралия (1996-2001)
- Аарон Чонг, Донкастерский средний колледж, Виктория (2005-2010)

Шейн Бут, средняя школа Вангануи Парк, Шеппартон, Виктория, был первым, кто завоевал пять медалей подряд (1981-1985).
Иван Го, Сиднейская средняя школа для мальчиков, Новый Южный Уэльс, стал первым человеком, получившим подряд три сертификата Питера Неймана, которые присуждаются только тем, кто набрал высший балл.

## Внешние ссылки
- An AMC fact sheet from the Australian Mathematics Trust
- Australian Mathematics Trust website
- History of Australian Mathematics Competition, written by Emeritus Professor Peter Taylor (Former Executive Director of AMT)